# Чхве Чхоль Хан
Чхве Чхоль Хан (кор. 최철한?, 崔哲瀚?, род. 12 марта 1985) — корейский го-профессионал 9 дана, победитель в командной дисциплине и бронзовый призёр в парных соревнованиях по го на летних Азиатских играх 2010.

## Биография
Чхве Чхоль Хан получил разряд первого профессионального дана по го в возрасте 12 лет. Он обучался го в академии бадук в Сеуле вместе с Ли Седолем. Учителем Чхве стал Квон Каб Ён. В те времена у него было прозвище следующий Ли Седол, поскольку, как и Ли, Чхве успел одержать множество побед в столь раннем возрасте.

## Титулы
Чхве Чхоль Хан занимает 10 место по количеству выигранных им титулов го в Корее.
| Титул           | Победитель           | Финалист |
| --------------- | -------------------- | -------- |
| Куксу           | 3 (2003, 2004, 2010) | 1 (2005) |
| Кубок GS Caltex | 1 (2005)             | 1 (2006) |
| Чхонвон         | 2 (2003, 2004)       |          |
| Кубок KBS       |                      | 1 (2006) |
| Кубок Maxim     | 1 {2010)             | 1 (2006) |
| Кисон           | 1 (2004)             | 1 (2005) |
| King of Kings   |                      | 1 (2005) |
| Кубок KT        |                      | 1 (2002) |
| Всего           | 8                    | 8        |

| Титул                | Победитель | Финалист       |
| -------------------- | ---------- | -------------- |
| Тэнгэн (Китай-Корея) |            | 2 (2004, 2005) |
| Всего                | 0          | 2              |

| Титул           | Победитель | Финалист |
| --------------- | ---------- | -------- |
| Кубок Инга      | 1 (2008)   | 1 (2004) |
| Кубок Fujitsu   |            | 1 (2005) |
| Кубок Zhonghuan | 1 (2005)   |          |
| Всего           | 2          | 2        |

- Общее количество: 10 титулов, 12 участий в финальных розыгрышах титулов[3].